# Kurhaus production
kurhaus production Film & Medien GmbH ist eine freie Filmproduktionsfirma mit Sitz in Baden-Baden, die 2007 von Daniel Reich und Christoph Holthof gegründet wurde. kurhaus production entwickelt und produziert Spiel- und Dokumentarfilme sowie dokumentarische Serien für den deutschen und internationalen Kino- und TV-Markt. Unter ihren Veröffentlichungen sind zahlreiche Debütfilme von Nachwuchsregisseuren sowie Kooperationen mit dem Südwestrundfunk.

## Filmografie
- 2008: Schönen Tag, Marie
- 2010: U.F.O.
- 2011: Unter Nachbarn
- 2012: Drunter und Drüber
- 2012: Waschen Schneiden Reden
- 2013: Freier Fall
- 2014: Das Hotelzimmer
- 2014: Goodbye G.I.
- 2014 bis 2020: Du bist style
- 2015: Amanda und das Land am Ende der Straße
- 2016: Dimitrios Schulze
- 2016: Die Reste meines Lebens
- 2016: Das Wunder von Ötigheim
- 2016: Schneeblind
- 2016, 2017: Bach – Auch du kannst singen
- 2016 bis 2018: Und jetzt sind wir hier
- 2017: Fremde Tochter
- 2017: No fucking ice cream
- 2017: Das Dorf der Vergesslichen
- 2018: Schwimmen
- 2018. Wir haben nur gespielt
- 2018: Das Mädchen mit den langen Haaren
- 2019: Kopfplatzen
- 2019: Die drei Königskinder
- 2020: Albträumer
- 2020: König Bansah und seine Tochter
- 2021: Die Saat
- 2021: Nachtwald
- 2022: Die Gänseprinzessin
- 2023: Jonja
- 2023: Sick Girls
- 2023: Kommt ein Vogel geflogen
- 2024: Das leere Grab
- 2024: Auf dem Skateboard durch Paris! Mit Yrel
- 2024: Das Mädchen und die Riesin – Adeline tanzt Krump
- 2024: Italomodern
- 2025: Lucie - Ein Chanson für ‚Magisches Frankreich‘

## Auszeichnungen (Auswahl)
- 2013: Goldene Kamera für Charly Hübner in der Kategorie „Bester Darsteller“ für Unter Nachbarn
- 2013: Günter-Rohrbach-Filmpreis für Freier Fall
- 2013: NDR-Regiepreis für Freier Fall beim Filmkunstfest Mecklenburg-Vorpommern
- 2014: Nominierung für Hanno Koffler in der Kategorie „Beste darstellerische Leistung – männliche Hauptrolle“ beim Deutschen Filmpreis in Freier Fall
- 2014: Baden-Württembergischer Filmpreis in der Kategorie „Bester Spielfilm“ für Das Hotelzimmer
- 2015: Goldener Spatz für Amanda und das Land am Ende der Straße
- 2017: Bremer Fernsehpreis (Sonderpreis der Jury) für Bach – Auch du kannst singen
- 2017: Fritz-Raff-Drehbuchpreis (Filmfestival Max Ophüls Preis) für Die Reste meines Lebens
- 2017: Preis der deutsch-französischen Jugendjury (Filmfestival Max Ophüls Preis) für Die Reste meines Lebens
- 2017: Publikums-Biber für Schneeblind bei den Biberacher Filmfestspielen
- 2017: Goldener Biber für Fremde Tochter bei den Biberacher Filmfestspielen
- 2017: Förderpreis bei den Ahrenshooper Filmnächten für Fremde Tochter
- 2018: Deutscher Kamerapreis für Fremde Tochter
- 2018: Goldener Schlüssel für No fucking ice cream auf dem Kasseler Dokumentarfilmfestival
- 2018: Hofer Goldpreis für Schwimmen bei den Internationalen Hofer Filmtagen
- 2018: Sonderpreis für Elisa Schlott und Hassan Akkouch für ihre darstellerische Leistung in Fremde Tochter beim Fernsehfilmfestival Baden-Baden
- 2019: Debüt-Biber für Kopfplatzen bei den Biberacher Filmfestspielen
- 2020: Dokumentarfilmpreis Granit für König Bansah und seine Tochter bei den Internationalen Hofer Filmtagen
- 2021: ARD-Programmprämie für Die drei Königskinder
- 2021: MFG-Star für Die Saat
- 2022: ARD-Programmprämie für Albträumer
- 2023: Kinder-Tiger für Nachtwald
- 2023: Baden-Württembergischer Filmpreis für Jonja
- 2024: Grimme-Preis-Nominierung Die Saat